# Conclave de 1314–1316

Brasão papal de Sua Santidade o Papa João XXII

O conclave papal ocorrido entre 1 de maio de 1314 a 7 de agosto de 1316 resultou na eleição do cardeal Jacques d'Euse como Papa João XXII depois da morte do Papa Clemente V. Foi o segundo conclave do Papado de Avinhão. O conclave ocorreu em Lyon, nos quais a Igreja ficou dois anos em interregno, com a Cátedra de São Pedro vaga, situação que ocorreu pela divisão do Colégio Cardinalício em três partidos:
- italiano, que queria o compromisso de devolver o papado para a Itália o mais rápido possível;
- gascão, composto por parentes e amigos próximos de Clemente V, que pretendia manter o muito considerável poder que tinham adquirido sob o maleável Clemente V;
- francês ou provençal, que não desejavam ver a manutenção do poder gascão nem desejavam ver um rápido retorno para a Itália.

Este conclave foi convocado por Filipe V de França com o auxílio de vinte e três cardeais, onde a confusão reinou e em que o rei ameaçou deixá-los sem comida, se eles não concordassem. Foi eleito Jacques d'Euse, que foi consagrado em 5 de setembro com o nome de João XXII e se estabeleceram em Avinhão. Esta escolha foi feita mais para servir os interesses da França que da Igreja, como o novo papa era um instrumento tanto de Filipe V como do Rei de Nápoles, Roberto I.

## Cardeais eleitores
| Criado por                  | Cardeais | Por Cento |
| --------------------------- | -------- | --------- |
| Papa Nicolau III (NIII)     | 01       | 4,17 %    |
| Papa Nicolau IV (NIV)       | 02       | 8,33 %    |
| Papa Celestino V (CeV)      | 01       | 4,17 %    |
| Papa Bonifácio VIII (BVIII) | 03       | 12,5 %    |
| Papa Bento XI (BXI)         | 01       | 4,17 %    |
| Papa Clemente V (ClV)       | 017      | 70,83 %   |
| Total                       | 24       | 100 %     |

Participaram do conclave 23 cardeais que compunham o Colégio dos Cardeais:

### Cardeais presentes
1. Niccolò Alberti, O.P. (BXI)
2. Jacques d'Euse (eleito com o nome João XXII) (ClV)
3. Bérenger de Frédol, seniore (ClV)
4. Arnaud de Falguières (ClV)
5. Guillaume de Mandagot, C.R.S.A. (ClV)
6. Arnaud d'Aux (ClV)
7. Nicolas de Fréauville, O.P. (ClV)
8. Arnaud Nouvel, O.Cist. (ClV)
9. Bérenguer de Frédol, iuniore (ClV)
10. Michel du Bec-Crespin (ClV)
11. Guillaume Teste (ClV)
12. Guillaume Pierre Godin, O.P. (ClV)
13. Vital du Four, O.F.M. (ClV)
14. Raymond, O.S.B.  (ClV)
15. Giacomo Colonna (NIII)
16. Napoleone Orsini (NIV)
17. Pietro Colonna (NIV)
18. Guglielmo de Longhi (CeV)
19. Giacomo Caetani Stefaneschi (BVIII)
20. Francesco Caetani (BVIII)
21. Luca Fieschi (BVIII)
22. Arnaud de Pellegrue (ClV)
23. Raymond Guillaume des Forges (ClV)
24. Bernard de Garves (ClV)

### Cardeal ausente
- Egídio Colonna, O.E.S.A. (ClV)

## O conclave e a eleição de João XXII

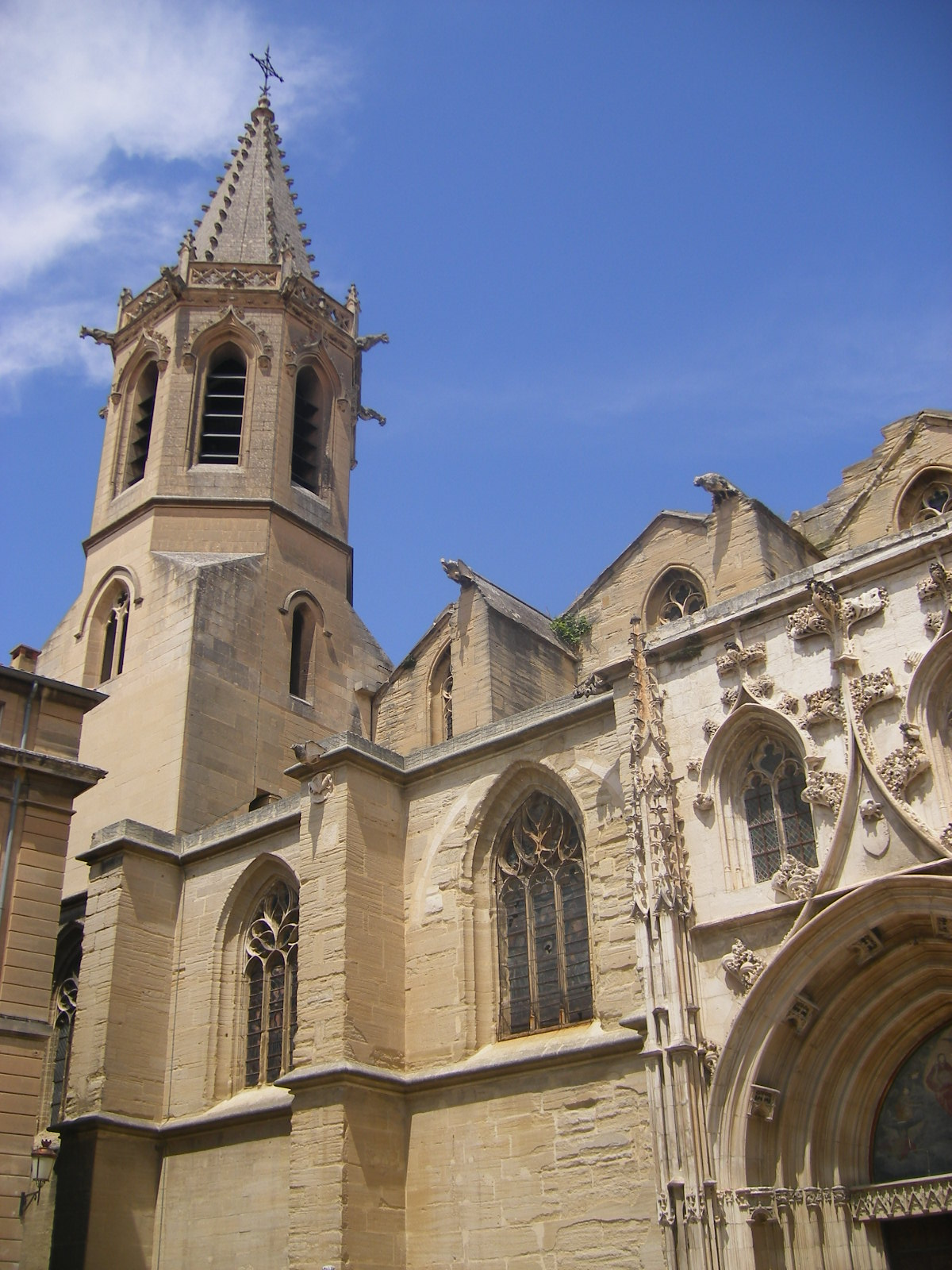
A Catedral de Carpentras, onde o conclave iniciou.

Se o conclave fosse realizado de acordo com as regras prescritas por Clemente V em Ne Romani (1312) e Papa Gregório X em Ubi periculum (1274), os cardeais eleitores teriam de encontrar na diocese onde a Cúria estava em residência (o lugar onde as letras e as causas apostólicas eram ouvidas), e os magistrados locais teria a autoridade para obrigar os cardeais a ficar. Na verdade, a eleição teve início nesse local, o palácio episcopal de Carpentras (nordeste de Avinhão), com 23 dos 24 cardeais elegíveis presentes (Fieschi ainda estava na Itália).
Os cardeais italianos abriram o conclave, tentando ganhar o apoio dos cardeais provençais, propondo a candidatura do jurista languedociano e companheiro cardeal Guillaume de Mandagot (que havia prometido restaurar o papado de Roma e acabar com a dominação dos gascões), a quem os gascões foram capazes de derrotar por causa da oposição pessoal do cardeal Bérenger de Frédol, Seniore. Um impasse depois formou rapidamente e as disputas entre os servidores dos cardeais italianos e gascões eclodiu nas ruas, agravada por bandos mercenários contratados pelos cardeais-sobrinhos de Clemente V e pelo corpo de Clemente V, que ainda estava na praça da cidade. Uma vez que os mercenários abertamente sitiaram o conclave e a casa em que os cardeais italianos viviam, os cardeais italianos fugiram em 24 de julho de 1314, e o resto do Colégio dos Cardeais dispersou-se para Avinhão, Orange, e Valence.
Tanto os gascões como os italianos ameaçaram organizar os seus próprios conclaves (e, assim, começar outro cisma), Filipe IV de França ("o justo") reuniu um grupo de juristas para decidir a questão, mas morreu em 24 de novembro de 1314. Seu filho, Luís X de França enviou uma missão para dispersar os cardeais gascões e dispostos a reunir os cardeais novamente em Lyon, através do emissário de seu irmão, Filipe, conde de Poitiers em março de 1316. No entanto, Luís X morreu, e Filipe foi forçado a retornar a Paris para buscar seus próprios interesses, bloqueando os cardeais no convento dominicano de Lyon, deixando o Conde de Forez para guardar o conclave, em 28 de junho de 1316 (anteriormente, para obter o apoio dos cardeais, Filipe tinha prometido aos cardeais que não iria prendê-los, mas ele declarou que a ameaça de cisma anulou esta promessa).
Neste ponto, a facção da Gasconha apresentou a candidatura de um membro moderado de suas fileiras, Arnaud Fournier, que foi vetado pelo Conde, pelas instruções de Filipe. O conclave procedeu a um impasse em torno das nomeações de Pellegrue, Mondagout e Frédol. O impulso para a ruptura do impasse foi um desentendimento entre Napoleone Orsini e Pietro Colonna, após o qual o último deu seu apoio de bastidores aos gascões. De acordo com o Prof. Toman, este conclave viu o última aparição de um comitê encarregado com o compromisso com a seleção de um candidato adequado. Jacques d'Euse foi eleito em 7 de agosto, tendo o nome de João XXII como um candidato de compromisso com os votos de parte da facção italiana (que tinha começado para temer a influência dos Colonna) e alguns dos Gascões; d'Euse também foi apoiado pelo conde e por Roberto I de Nápoles, a votação foi feita por unanimidade após uma accessus, com os restantes cardeais cedendo devido a idade avançada de d'Euse (72 anos).

## Resultados
Com o Papa João XXII reabrindo os casos de contencioso perante a cúria em 1 de outubro, em Avinhão, a localização do papado na França parecia ser assegurada de forma permanente, como o percentual de italianos no Colégio era esperado cair ainda mais. Embora espereassem que João XXII morresse rapidamente, ele viveu até 1334, chegando a 90 anos de idade. As primeiras disputas de João XXII com os franciscanos, a quem ele perseguia devido a seus pontos de vista sobre a pobreza, e Luís da Baviera, cuja reivindicação ao Sacro Império Romano-Germânico disputava, fundiu-se quando Luís proclamou João XXII deposto em Roma e, com a ajuda de um eleitorado de treze clérigos romanos, optou por um franciscano, Pietro da Corbara como antipapa Nicolau V em 18 de abril de 1328. Na base, João XXII perdeu apoio na Cúria no final de seu pontificado, quando ele promoveu a visão teológica impopular que os santos não se encontravam com Deus até o Juízo Final.
Enquanto Clemente V tinha vivido como um convidado no mosteiro dominicano de Avinhão, João XXII iniciou a construção do Palais des Papes, na margem do rio Ródano no Venaissin Comtat. Cinco papas franceses foram eleitos em sucessão, Bento XII (1334-1342), Clemente VI (1342-1352), Inocêncio VI (1352-1362), Urbano V (1362-1370) e Gregório XI (1370-1378) - permanecendo em Avinhão e crescendo a super-maioria francesa no Colégio. Quando o papado se reverte a Roma, após o retorno de Gregório XI para a Itália para buscar suas reivindicações de propriedade nos Estados Papais durante a Guerra dos Oito Santos, o resultado foi o Grande Cisma do Ocidente.